# Capella (arquitectura)

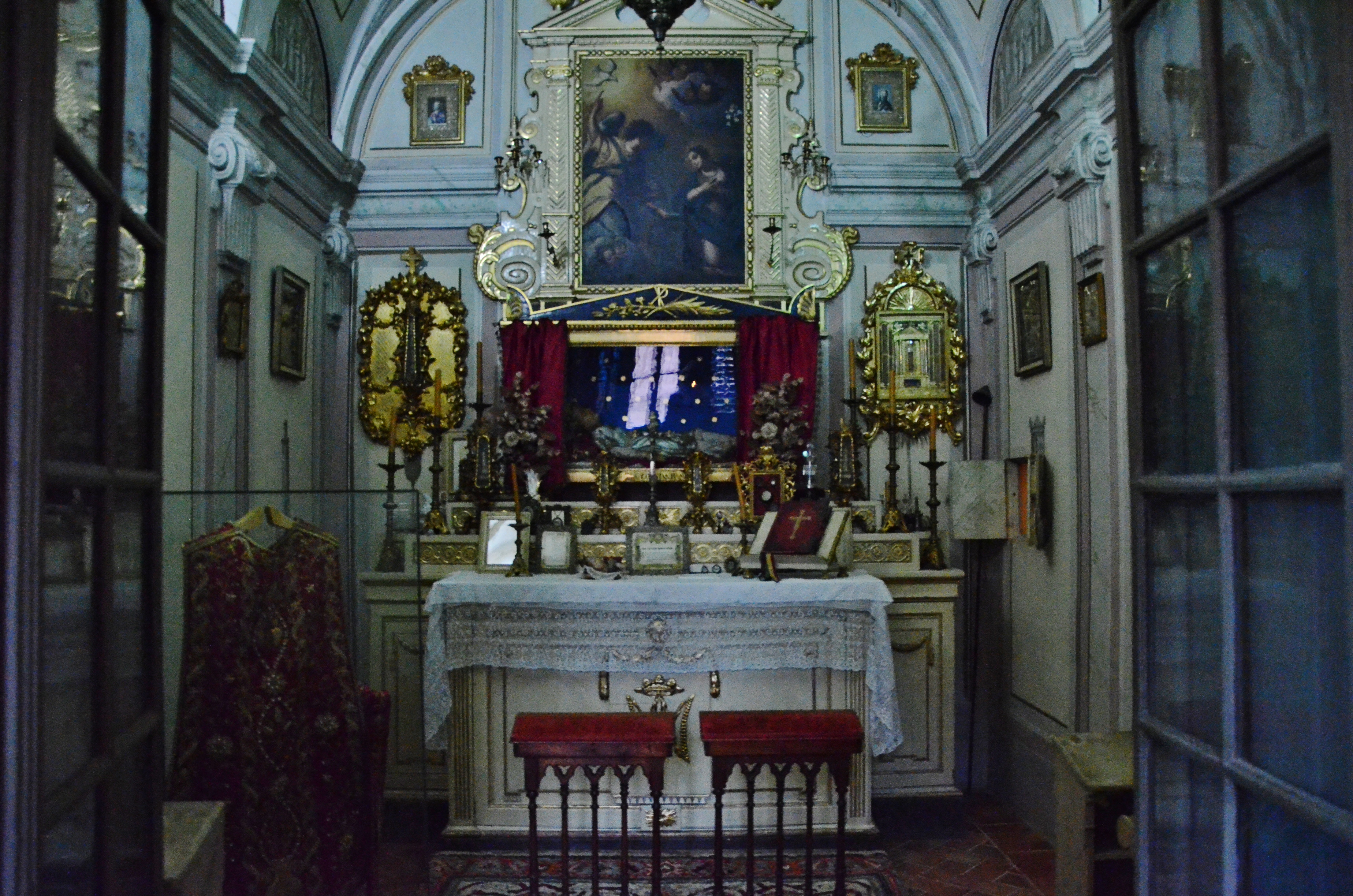
Capella privada a l'interior del Museu Romàntic Can Papiol a Vilanova i la Geltrú

Una capella és un espai dedicat al culte particular dins d'un temple cristià (esglésies, catedrals o ermites…), o d'edificis profans (domicilis, palaus, masies, tanatoris o àdhuc camps de futbol), en aquest cas se solen denominar específicament oratoris. També s'anomena capella a petites esglésies, exemptes o adossades a una altra edificació.
En el cas de les capelles en temples generalment es troba especificada com annex de la nau major. Aquestes capelles generalment s'ubiquen fins a l'extrem entre el deambulatori i el creuer. Històricament les capelles han estat batejades amb diversos noms i patronímics, molt especialment de sants i noms derivats del culte marià. A la capella oraran bàsicament els membres o integrants dels gremis d'una societat.
La capella es compon essencialment de retaule, altar, columnes o pilars xicotets, el sostre mai remata amb volta o cúpula, encara que hi ha capelles més gran que sí que ho fan; la imatge del sant patró per l'advocació de la qual es va erigir aquest espai, alguna tomba central on haja estat soterrat un personatge important i poques banques per als fidels que van a elevar els seus resos. Les capelles s'erigixen com a xicotetes filles de la Gran Catedral o Basílica.
Hi ha capelles que han passat als annals de la història, pel fet que se suposa que dins d'elles s'han realitzat nombrosos miracles.

## Tipus de capelles
- Capella ardent. Túmul que s'alça per a celebrar les exèquies d'algun personatge.
- Capella major. Part principal de l'església en què està el presbiteri i l'altar major.
- Capella palatina. La construïda a dins d'un palau o annexa a ell. També la destinada a ser usada pels membres d'una cort.

## Galeria
- Capella dissenyada per Pontormo dins l'església de Santa Felicita, a Florència.
- Capella al palau Dagstuhl, a Saarland.
- Capella d'en Marcús, Barcelona.